# Lil Keed
Raqhid Jevon Render (16 de março de 1998 – 13 de maio de 2022), conhecido profissionalmente como Lil Keed, foi um rapper e compositor norte-americano. Ele assinou contrato com a gravadora YSL Records de Young Thug, bem como com a 300 Entertainment. Sua música “Nameless” alcançou o número 42 na parada Billboard Hip Hop/R&B Songs Airplay.

## Vida pregressa
Raqhid Jevon Render nasceu em Atlanta, Geórgia, em 16 de março de 1998, o quinto de sete filhos. Render cresceu em Forest Park, depois se mudou para Atlanta na Cleveland Ave. Após a morte de seu amigo Rudy, Render começou a levar o rap a sério em 2016. Render tinha 6 irmãos e 1 irmã; seu irmão mais novo é o rapper Lil Gotit.
Apesar da separação muito cedo de seus pais, ambos estiveram presentes na educação de Render. Durante sua adolescência, Keed trabalhou brevemente no Subway e no McDonald's. Estando perto de um estúdio, Keed gravava música quase diariamente. Render começou a fazer música com seu irmão mais novo, Semaja Render, postando músicas online e marcando alguns sucessos regionais em 2017. Render também teve uma filha chamada Naychur.

## Carreira

### 2018:Trapped on Cleveland 2 e Keed Talk To 'Em
Em 23 de julho de 2018, Keed lançou seu single “Slatt Rock” com Paper Lovee junto com sua próxima mixtape Trapped on Cleveland 2. Em outubro de 2018, Keed e seu irmão mais novo Lil Gotit apareceram na música Heavy Metal do colega rapper Lil Uzi Vert. Em 12 de dezembro de 2018, Lil Keed lançou outra mixtape, Keed Talk to 'Em, que apresentava o single principal “Nameless”, bem como outras músicas populares como “Balenciaga” com 21 Savage, “Red Hot” com Trippie Redd e outros. Keed Talk to 'Em também contou com Lil Durk, Lil Yachty e Brandy.

## Estilos musicais
De acordo com XXL, o estilo de Keed era frequentemente comparado ao Young Thug, já que os dois rappers cresceram na Cleveland Avenue e Keed assinou contrato com a YSL Records. Chicago Reader descreveu o estilo de Keed como semelhante ao de Young Thug, incorporando seu próprio fluxo distinto.
De acordo com a Pitchfork, Keed usou elementos dos fluxos versáteis de Young Thug como base para construir, especificamente a entrega de alta frequência.

### Influências
De acordo com uma entrevista do WHTA Hot 107.9, Keed afirmou que se inspirou ouvindo música de seu vizinho Young Thug, bem como Chingy, Peewee Longway e Big Bank Black.

## Performances ao vivo
No Rolling Loud Festival em 11 de maio de 2019, em Miami, Flórida, Lil Keed se apresentou no mesmo palco que Young Thug, Chief Keef, Lil Wayne e Comethazine. Ele estava programado para se apresentar no Rolling Loud Festival em Oakland mais tarde em 29 de setembro de 2019. Em 14 de setembro de 2019, Keed e Lil Gotit se apresentaram no teatro The Novo em Los Angeles. O rapper Drake estava presente e no palco ao lado de Keed durante a apresentação. Young Thug e Lil Duke também apareceram brevemente no palco. Em 12 de outubro de 2019, Keed se apresentou no festival Rolling Loud New York. Keed também se apresentou no A3C Festival em Atlanta em 13 de outubro de 2019. Em 27 de outubro de 2019, Keed se apresentou no festival Mala Luna em San Antonio, Texas.

## Morte
Render morreu em 13 de maio de 2022 aos 24 anos. A causa da morte foi insuficiência hepática e renal.